# Sulzheim (Rheinhessen)
Sulzheim ist eine Ortsgemeinde im Landkreis Alzey-Worms in Rheinland-Pfalz. Sie gehört der Verbandsgemeinde Wörrstadt an.

## Geographie
Sulzheim liegt im größten Weinbaugebiet Deutschlands und mitten in der Region Rheinhessen.
Die höchste Erhebung der Gemeinde ist der Schildberg mit 209,6 m ü. NHN. Der Sulzheimer Bach entspringt nördlich und östlich der Gemeinde.
Unmittelbare Nachbargemeinden sind Wörrstadt, Armsheim, Wallertheim und Vendersheim.

## Geschichte
Der Ort Sulzheim wurde 766 n. Chr. erstmals urkundlich erwähnt und feierte 2016 sein 1250-jähriges Jubiläum.

## Politik

### Gemeinderat
Der Gemeinderat in Sulzheim besteht aus 16 Ratsmitgliedern, die bei der Kommunalwahl am 9. Juni 2024 in einer Mehrheitswahl gewählt wurden, und dem ehrenamtlichen Ortsbürgermeister als Vorsitzendem.

### Bürgermeister
Ortsbürgermeister ist Ulf Baasch. Bei der Direktwahl am 26. Mai 2019 wurde er mit einem Stimmenanteil von 88,60 % und am 9. Juni 2024 als einziger Bewerber mit 84,4 % für jeweils fünf Jahre in seinem Amt bestätigt.

### Wappen
| Wappen von Sulzheim | Blasonierung: „In Blau ein schwebendes goldenes faszettiertes geradarmiges Tatzenkreuz, bewinkelt von vier silbernen Muscheln.“ |
| Wappen von Sulzheim | Wappenbegründung: Attribute der beiden Kirchenpatrone Philippus und Jakobus.                                                    |

### Partnerschaft

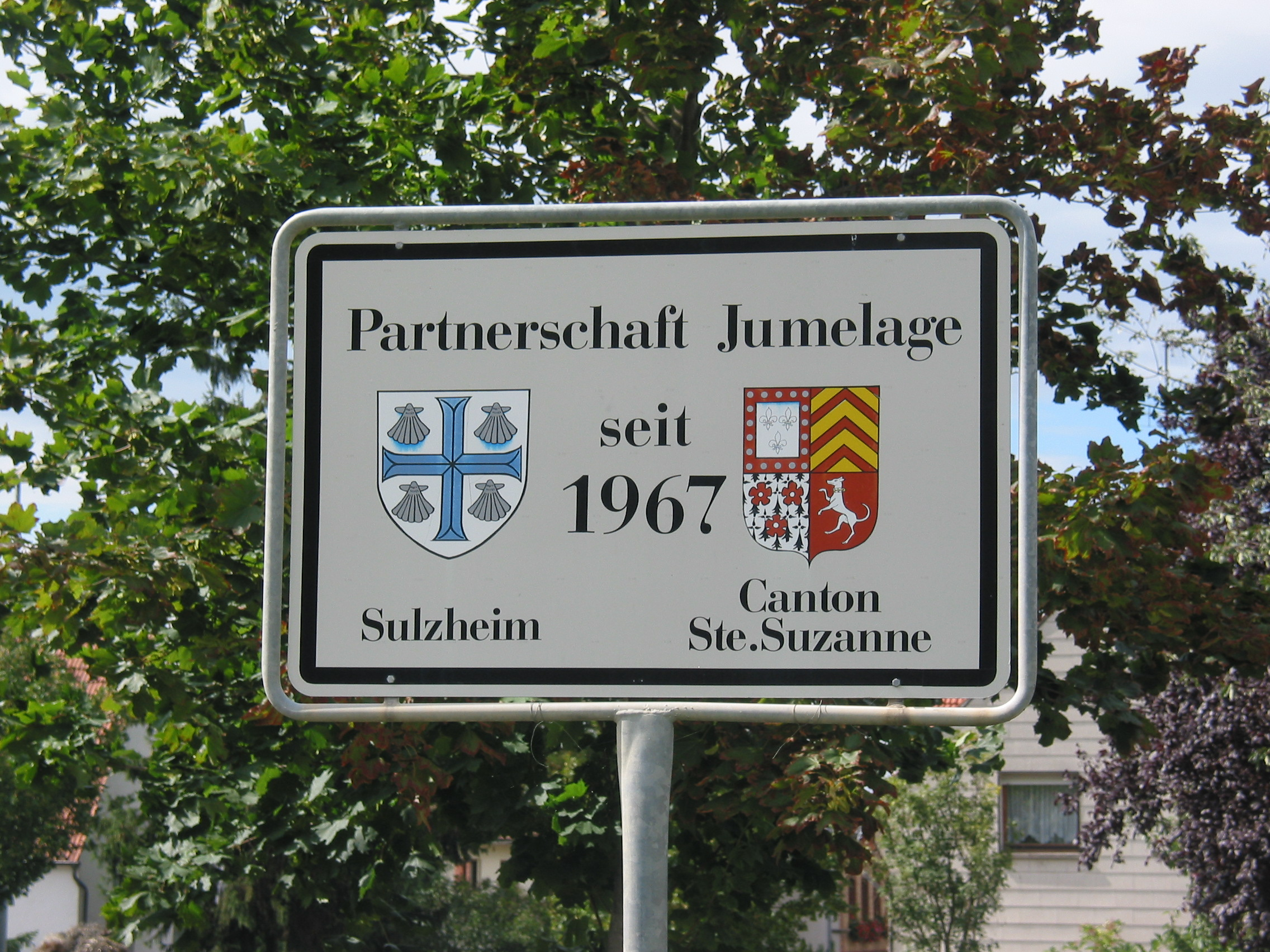
Hinweisschild auf die Partnerschaft/Jumelage seit/depuis 1967
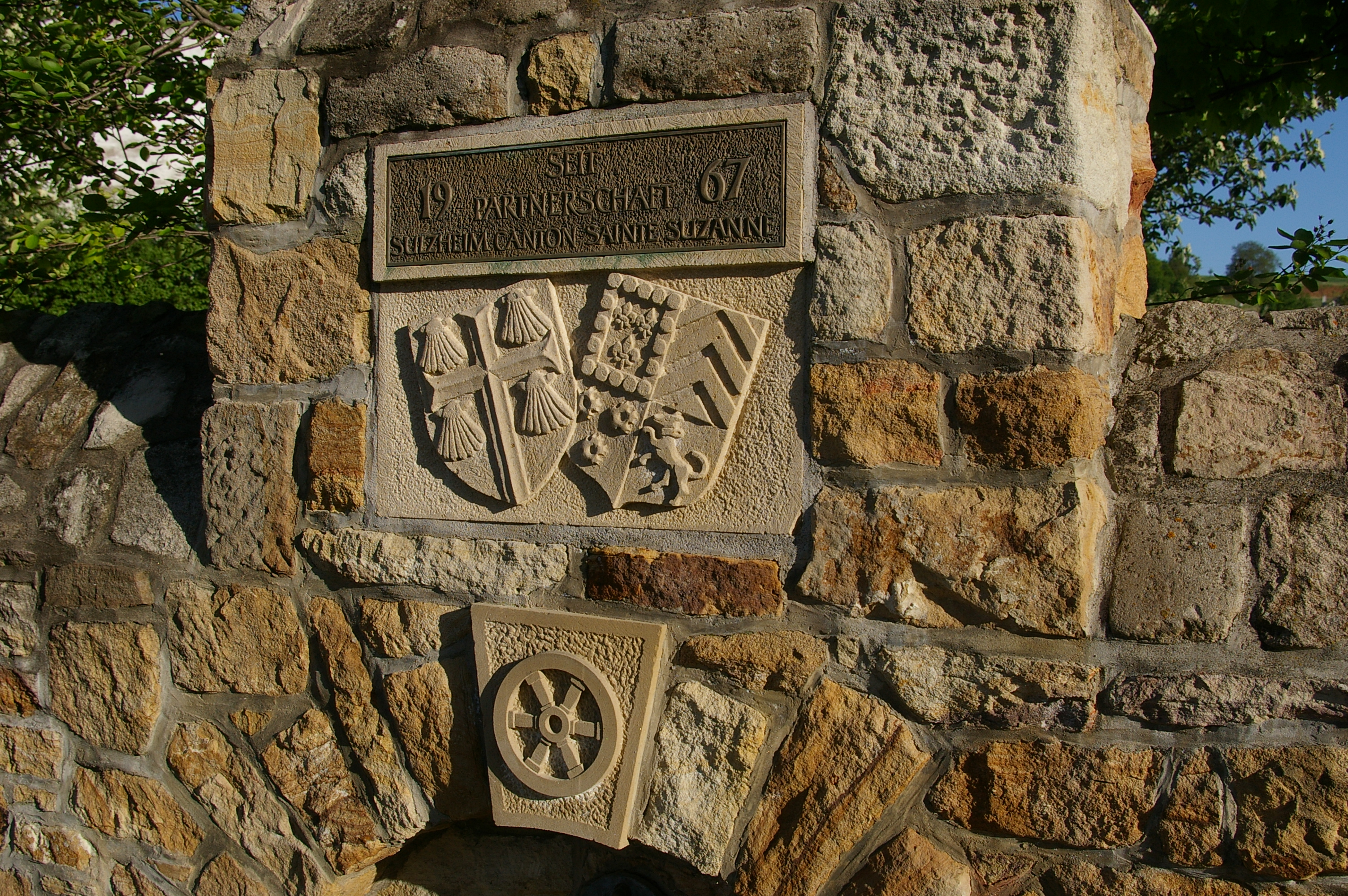
Stèle Place Victor-Julien à Sulzheim

Mit den Gemeinden des ehemaligen Wahlkreises Kanton Sainte-Suzanne in Frankreich bestehen seit 1967 partnerschaftliche Beziehungen. Sie beruhen auf einer Initiative von Adam Becker aus Sulzheim und Victor Julien, conseiller général und Bürgermeister von Thorigné-en-Charnie, beide Ehrenbürger von Sulzheim. Ein Platz in Sulzheim trägt den Namen von Victor Julien; eine Straße in Blandouet trägt den Namen von Adam Becker. Der Hauptort des Kantons Sainte-Suzanne hat einen square (Platz) de Sulzheim, und Vaiges eine rue de Sulzheim. In Sulzheim gibt es zudem eine Ste-Suzanner-Straße und einen Ste-Suzanner-Platz.

## Kultur und Sehenswürdigkeiten

### Bauwerke

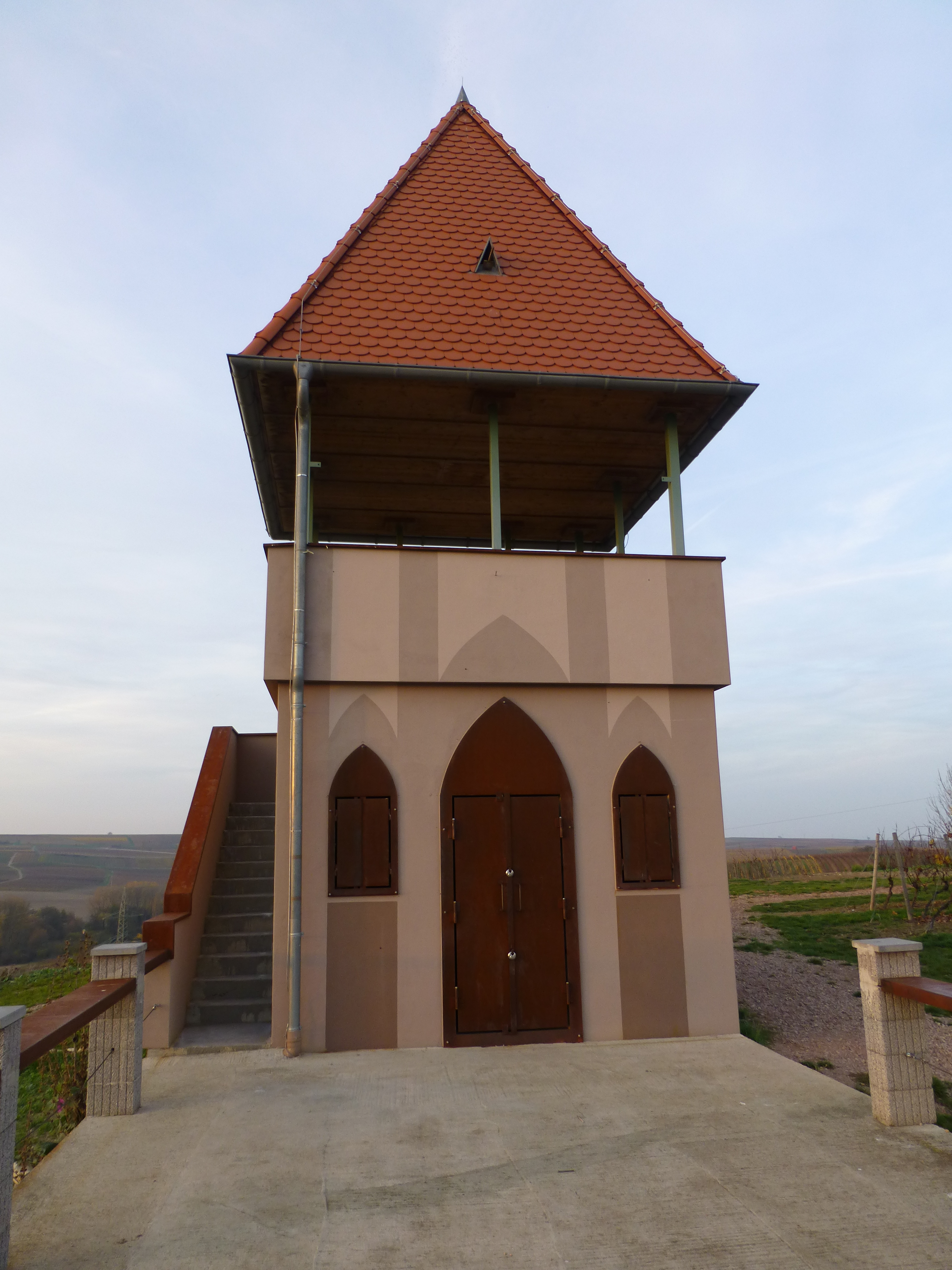
Der Schildbergturm oberhalb von Sulzheim

Sehenswert ist die 1715 erbaute katholische Barockkirche Philippus und Jakobus. Auf dem nordöstlich des Ortes liegenden Schildberg steht seit 2013 der Aussichtsturm Schildbergturm, dessen Farbgestaltung vom Farbphilosophen Friedrich-Ernst von Garnier erfolgte.
Siehe auch: Liste der Kulturdenkmäler in Sulzheim

### Regelmäßige Veranstaltungen
- Die alljährliche Kerb findet immer am 1. Sonntag im Mai statt.
- Die Sulzheimer Rocknacht findet immer an einem November Wochenende statt.

## Wirtschaft
Die Weinerzeugung prägte lange Jahre Sulzheim. Der Ort liegt im Weinbaugebiet Rheinhessen. Die Einzellagen Greifenberg, Honigberg und Schildberg sind Bestandteil der Großlage Adelberg.

## Persönlichkeiten

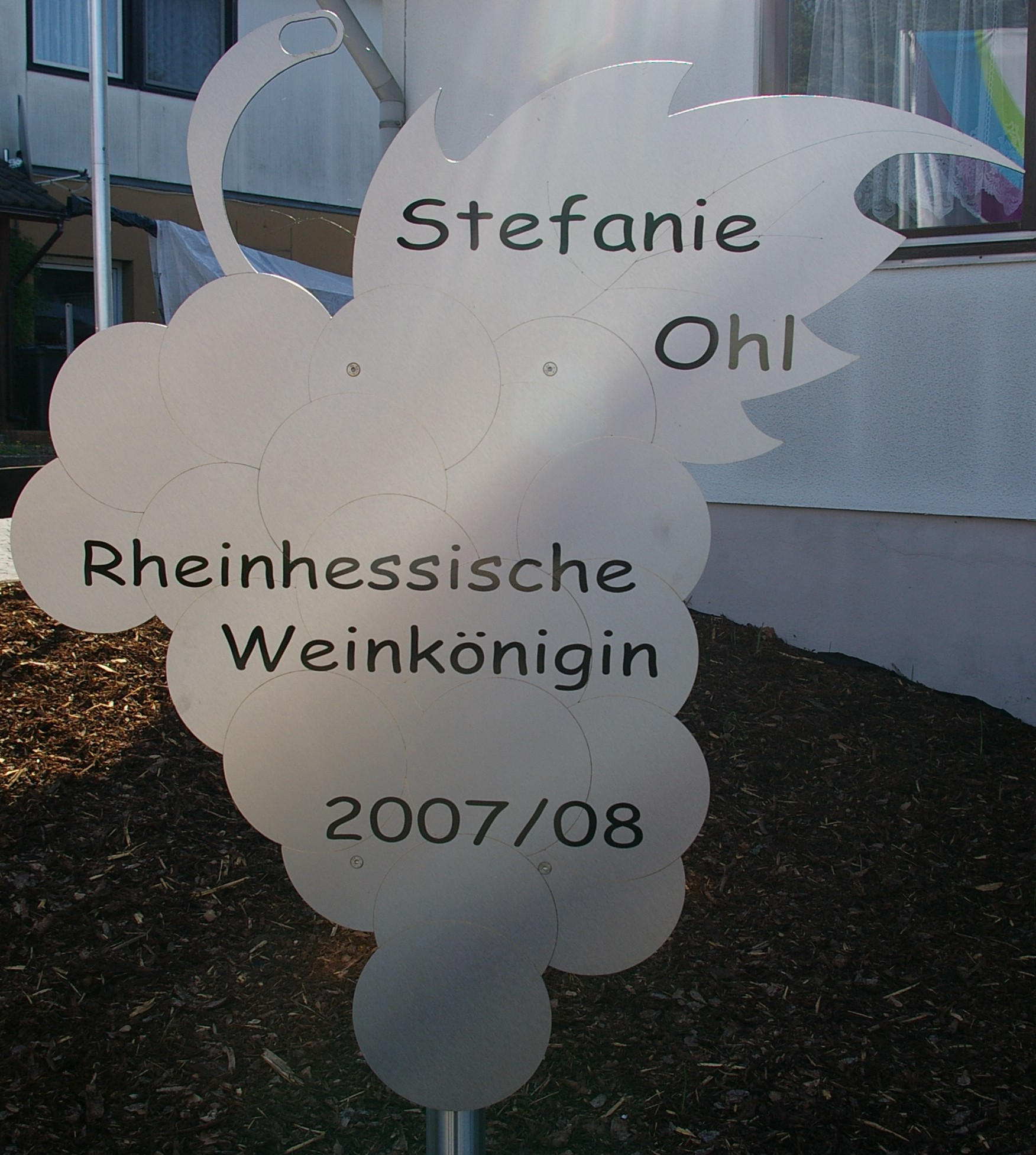
Hinweisschild auf die rheinhessische Weinkönigin 2007/2008, Stefanie Ohl
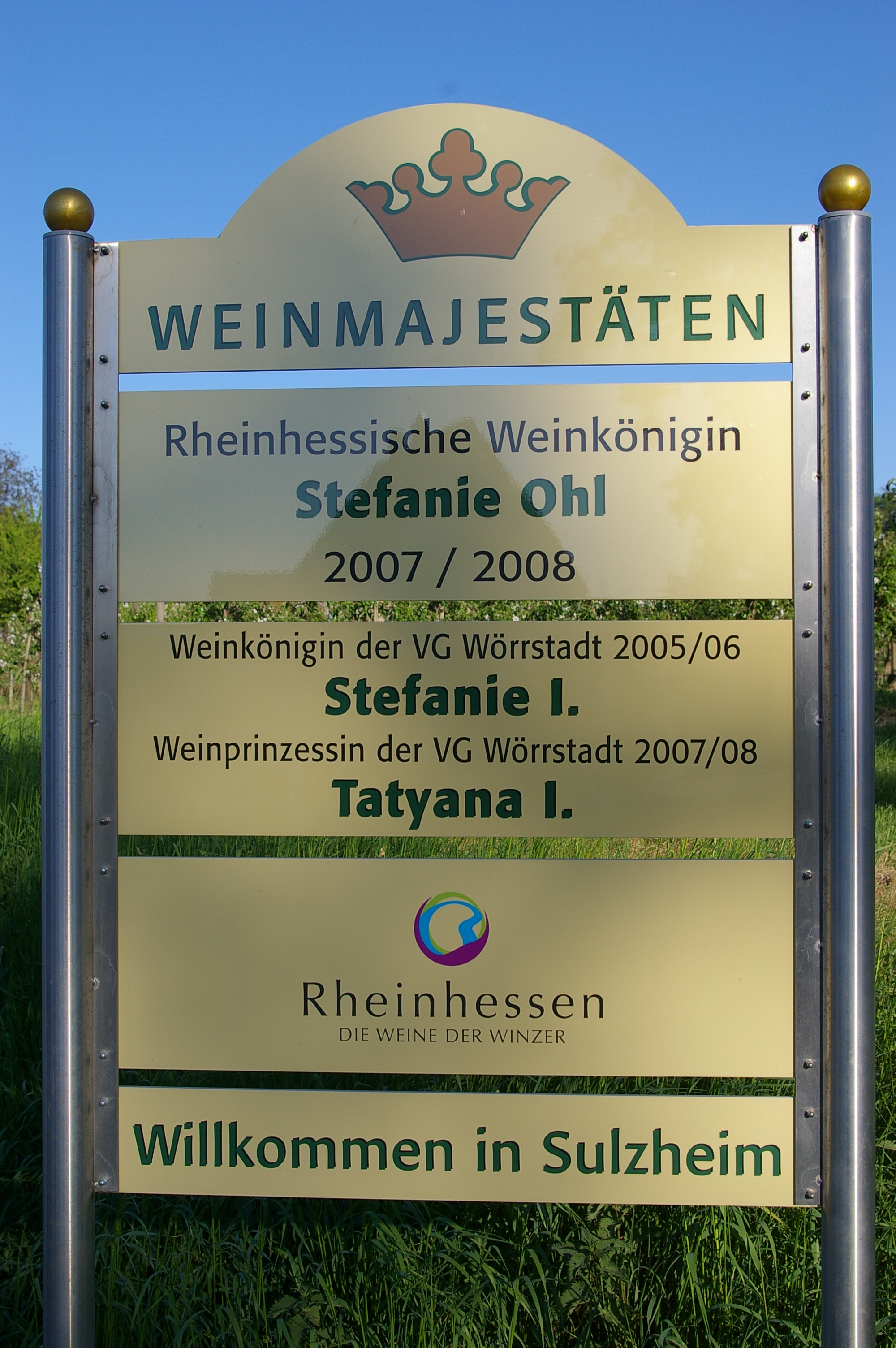
Hinweisschild am Ortseingang auf die Weinkönigin 2007/2008, Stefanie Ohl

Peter Franz Wolf ist Ehrenbürger der Ortsgemeinde Sulzheim, Träger der Ehrennadel des Landes Rheinland-Pfalz und Träger der Verdienstmedaille des Landes Rheinland-Pfalz.
Karl-Heinz Kayser ist Träger der Ehrennadel von Rheinland-Pfalz und hat im Jahr 2006 die Ortschronik von Sulzheim erstellt.
Liebgard Baumgärtner ist die einzige Frau in Sulzheim, welche die Ehrennadel von Rheinland-Pfalz für ihr unermüdliches Engagement für die Gemeinde erhielt.
Am 29. September 2007, wurde Stefanie Ohl im Alter von 23 Jahren im Kurfürstlichen Schloss in Mainz zur rheinhessischen Weinkönigin für die Wahlperiode 2007–2008 gewählt.
Am 26. Februar 2010 erhielt Werner Mergel von Innenminister Karl Peter Bruch in Mainz das vom Bundespräsidenten verliehene Verdienstkreuz am Bande des Verdienstordens der Bundesrepublik Deutschland. Er war über viele Jahrzehnte Leiter der Öffentlichen Katholischen Bücherei, Vorsitzender des Pfarrgemeinderates, Schriftführer des Pfarrverwaltungsrates und Dekanatssprecher. Er war im Vorstand des Turnvereins und mehr als 14 Jahre dessen Vorsitzender. Er gehörte 25 Jahre dem Ortsgemeinderat an und seit 1967 war er als Organisator und Dolmetscher für die deutsch-französische Partnerschaft mit Ste Suzanne engagiert.
Anfang Juni 2011 erhielten Elisabeth und Volker Söllner aus Sulzheim für ihren langjährigen Einsatz im Bereich Naturschutz und Umweltbildung den Umweltpreis des Landes Rheinland-Pfalz von Umweltministerin Ulrike Höfken.